# Hatonuevo
Hatonuevo là một khu tự quản thuộc tỉnh La Guajira, Colombia. Thủ phủ của khu tự quản Hatonuevo đóng tại Hatonuevo Khu tự quản Hatonuevo có diện tích 249 ki lô mét vuông. Đến thời điểm ngày 28 tháng 5 năm 2005, khu tự quản Hatonuevo có dân số  người.